# Orchidantha
Orchidantha är ett släkte av enhjärtbladiga växter. Orchidantha ingår i familjen Lowiaceae.
Orchidantha är enda släktet i familjen Lowiaceae.
Kladogram enligt Catalogue of Life:
| Orchidantha | \| \| Orchidantha borneensis \| \| \| \| \| \| Orchidantha chinensis \| \| \| \| \| \| Orchidantha fimbriata \| \| \| \| \| \| Orchidantha foetida \| \| \| \| \| \| Orchidantha grandiflora \| \| \| \| \| \| Orchidantha holttumii \| \| \| \| \| \| Orchidantha inouei \| \| \| \| \| \| Orchidantha insularis \| \| \| \| \| \| Orchidantha laotica \| \| \| \| \| \| Orchidantha longiflora \| \| \| \| \| \| Orchidantha maxillarioides \| \| \| \| \| \| Orchidantha quadricolor \| \| \| \| \| \| Orchidantha sabahensis \| \| \| \| \| \| Orchidantha siamensis \| \| \| \| \| \| Orchidantha stercorea \| \| \| \| \| \| Orchidantha suratii \| \| \| \| \| \| Orchidantha vietnamica \| \| \| \| |
|             | \| \| Orchidantha borneensis \| \| \| \| \| \| Orchidantha chinensis \| \| \| \| \| \| Orchidantha fimbriata \| \| \| \| \| \| Orchidantha foetida \| \| \| \| \| \| Orchidantha grandiflora \| \| \| \| \| \| Orchidantha holttumii \| \| \| \| \| \| Orchidantha inouei \| \| \| \| \| \| Orchidantha insularis \| \| \| \| \| \| Orchidantha laotica \| \| \| \| \| \| Orchidantha longiflora \| \| \| \| \| \| Orchidantha maxillarioides \| \| \| \| \| \| Orchidantha quadricolor \| \| \| \| \| \| Orchidantha sabahensis \| \| \| \| \| \| Orchidantha siamensis \| \| \| \| \| \| Orchidantha stercorea \| \| \| \| \| \| Orchidantha suratii \| \| \| \| \| \| Orchidantha vietnamica \| \| \| \| |
|             | Orchidantha borneensis |
|             | |
|             | Orchidantha chinensis |
|             | |
|             | Orchidantha fimbriata |
|             | |
|             | Orchidantha foetida |
|             | |
|             | Orchidantha grandiflora |
|             | |
|             | Orchidantha holttumii |
|             | |
|             | Orchidantha inouei |
|             | |
|             | Orchidantha insularis |
|             | |
|             | Orchidantha laotica |
|             | |
|             | Orchidantha longiflora |
|             | |
|             | Orchidantha maxillarioides |
|             | |
|             | Orchidantha quadricolor |
|             | |
|             | Orchidantha sabahensis |
|             | |
|             | Orchidantha siamensis |
|             | |
|             | Orchidantha stercorea |
|             | |
|             | Orchidantha suratii |
|             | |
|             | Orchidantha vietnamica |
|             | |

## Bildgalleri

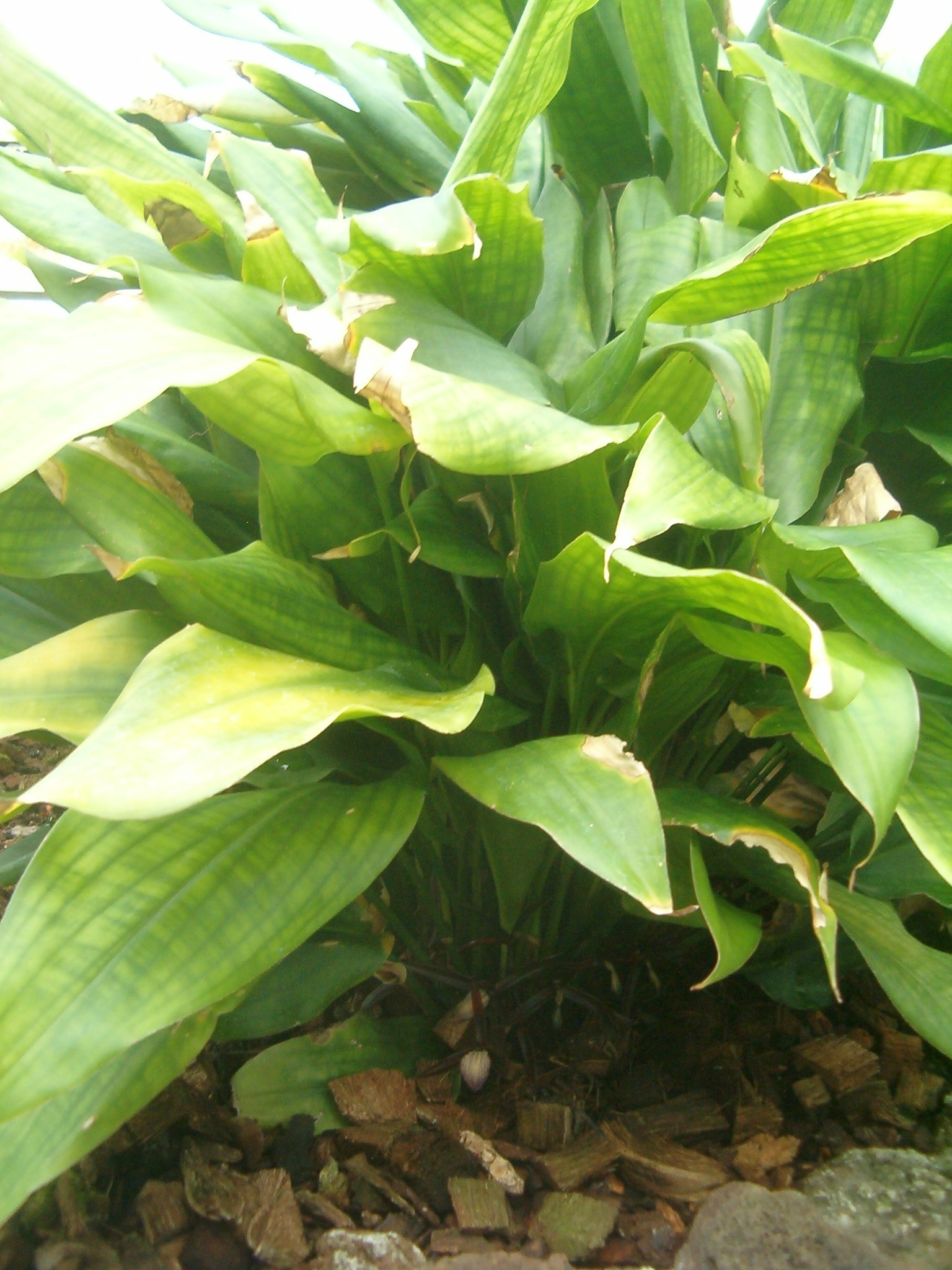